# جک اسپلمن
جک اسپلمن (انگلیسی: Jack Spellman; ۱۴ ژوئن ۱۸۹۹ – ۱ اوت ۱۹۶۶) کشتی‌گیر و بازیکن فوتبال آمریکایی اهل ایالات متحده آمریکا بود.
از باشگاه‌هایی که در آن بازی کرده‌است می‌توان به واشینگتن ردسکینز اشاره کرد.